# Koprivnički Bregi
Koprivnički Bregi je vesnice a správní středisko stejnojmenné opčiny v Chorvatsku v Koprivnicko-križevecké župě. Nachází se asi 4 km jihovýchodně od Koprivnice. V roce 2011 žilo v samotné vesnici Koprivnički Bregi 1 341 obyvatel, v celé opčině pak 2 381 obyvatel. Název znamená koprivnické kopce, nikoliv koprivnické břehy.
Součástí opčiny jsou celkem 3 trvale obydlené vesnice.
- Glogovac – 924 obyvatel
- Jeduševac – 116 obyvatel
- Koprivnički Bregi – 1 341 obyvatel

Vesnicí procházejí silnice Ž2147 a Ž2149.